# 科爾希利夫卡
49°34′13″N 26°3′48″E / 49.57028°N 26.06333°E
科爾希利夫卡（烏克蘭語：Коршилівка），是烏克蘭的村落，位於該國西部捷爾諾波爾州，由捷尔诺波尔区負責管轄，面積1.15平方公里，2001年人口164，人口密度每平方公里142.7人。